# New Deal (album)
Pour les articles homonymes, voir New Deal (homonymie).
Albums de Globe
Maniac
(2006)
Compilations par Globe
15 Years (...)
(2010)
New Deal (titré en minuscules : new deal) est un mini-album (EP) du groupe Globe. Le titre anglais signifie littéralement « nouvelle donne ».

## Présentation
L'album, composé et produit par Tetsuya Komuro, sort le 9 août 2006 au Japon sur le label Avex Globe de la compagnie Avex, quatre mois et demi seulement après le précédent album original du groupe, Maniac.
Il atteint la 20e place du classement des ventes de l'Oricon, et reste classé pendant quatre semaines. Il se vend moins que les dix albums originaux sortis précédemment, et reste le dernier disque original du groupe, en pause depuis lors.
C'est en fait un mini-album (EP) ne contenant que cinq titres, dont certains aux accents latins : quatre nouvelles chansons, dont aucune ne sort en single, et une nouvelle version du premier titre du précédent album (Soldier, initialement prévue sortir en single). Il a été enregistré à Los Angeles, avec des musiciens de support : Matt Sorum et Josh Freese à la batterie, et Chris Chaney à la basse.

## Liste des titres
Les chansons sont écrites, composées, arrangées et mixées par Tetsuya Komuro (mixées avec Mike Butler et Teruyuki Satake).
| 1.    | New Deal (new deal)          | Tetsuya Komuro (paroles rap par Marc) | 3:47 |
| 2.    | Please Please Please         | Keiko                                 | 4:49 |
| 3.    | Hey Say Hey Yeah!!           | Keiko (paroles rap par Marc)          | 5:56 |
| 4.    | All Hope (ALL HOPE)          | Marc                                  | 4:08 |
| 5.    | Soldier (LA Session Version) | Tetsuya Komuro (paroles rap par Marc) | 4:17 |
| 22:57 |                              |                                       |      |